# Улица Блауманя (Рига)
Улица Бла́уманя (латыш. Blaumaņa iela) — улица в центре Риги. Соединяет улицу Авоту с улицей Бривибас. Длина улицы — 630 метров.
Старые названия улицы: Большая Ямская, Большая Невская. Современное название носит с 1923 года.
Одна из немногих улиц центра Риги, где сохранилась мостовая из гранитного булыжника. 

## Достопримечательности
- В д. 8 проживал латышский писатель Рудольф Блауманис, в честь которого улица получила современное название.
- Дом 12 А построен по проекту архитектора Фридриха Шеффеля и отмечен характерной для него асимметрией фасада и эркером. Дом украшен разноцветными керамическими вставками из майолики, что для Риги редкость: в начале XX века её преимущественно использовали при внутренней отделке парадных. Дом построен в 1908 году как доходный, внизу располагались магазины. В доме жил невролог Герман Будул (Херманис Будулс), трижды избиравшийся деканом медицинского факультета Латвийского университета. Об этом напоминает мемориальная доска.
- В доме 13/40 жил писатель Андрей Балодис[3]
- Дом 16/18 — доходный дом Якобсона, позже Гиммельхоха с магазинами (1914, архитектор Янис Гайлис), проживал известный в Риге адвокат Беньямин Мандельштам, двоюродный брат поэта Осипа Мандельштама.[источник не указан 3564 дня] В квартире номер 4, помимо родных поэта, бывал известный гроссмейстер Михаил Таль.[источник не указан 3564 дня]
- Дом 31 — доходный дом Юрьяна с магазинами, позже Бремена (1911, архитектор Александр Ванаг).
- Дом 34 — доходный дом Гинцестерна, позже Фейла с магазинами (1915, архитектор Рудольф Филипп Донберг).[4]
- Дом 36 — доходный дом Яунзема (1901, архитектор Альфред Ашенкампф)[4].
- На углу улиц Блауманя и Бривибас расположена православная церковь Александра Невского, давшая улице одно из прежних названий.